# Kylie Jenner
Kylie Kristen Jenner (ur. 10 sierpnia 1997 w Los Angeles) – amerykańska celebrytka i modelka. Znana z udziału w programie E! Z kamerą u Kardashianów (2007–2021).

## Życiorys
Kylie urodziła się w Los Angeles w Kalifornii i dorastała w Calabasas. Jest najmłodszą córką mistrza olimpijskiego z 1976 w dziesięcioboju Bruce’a Jennera (dziś Caitlyn Jenner) i Kris Jenner. Jenner ma dziewięcioro rodzeństwa: siostrę Kendall; ze strony matki ma trzy starsze przyrodnie siostry: Kourtney, Kim i Khloe i jednego przyrodniego brata, Roba. Ze strony ojca ma trzech przyrodnich braci: Burta, Brandona i Brody’ego i jedną przyrodnią siostrę, Casey. W 2007 pojawiła się w mediach za sprawą programu Z kamerą u Kardashianów, w którym brała udział z całą rodziną. Seria okazała się wielkim sukcesem, co zaowocowało kolejnymi spin-offami: Khloe & Lamar, czy Kourtney i Khloe jadą do Miami, w których również występowała.
Uczęszczała do Sierra Canyon School, gdzie była członkinią zespołu cheerleaderek, aż do 2012, kiedy zdecydowała się na domowe nauczanie.

## Kariera

### 2007–2014: Początki kariery
W 2007 Jenner, wraz z rodzicami i rodzeństwem, Kendall, Kourtney, Kim, Khloé i Robem, zaczęła pojawiać się w serialu reality show Z kamerą u Kardashianów, który opisuje życie osobiste i zawodowe członków ich rodzin. Reality show przyniosło jej szerszą popularność. W listopadzie 2012 roku, firma PacSun zaprosiła do współpracy siostry Jenner, aby zaprojektowały damską wiosenną kolekcję Kendall & Kylie dostępną tylko w sklepach PacSun. Kylie zaczęła swoją pracę w modelingu wraz z wypuszczeniem kolekcji Crush Your Style Sears'a, do której zrobiła profesjonalną sesję zdjęciową ze znanym fotografem, Nickiem Saglimbeni. Zdobiła też wiele okładek znanych urodowych i modowych magazynów jak Cosmopolitan, Teen Vogue, czy Seventeen. Była również  modelką kolekcji Avril Lavigne Abbey Dawn na New York Fashion Week w 2011. Kylie sygnuje 2 lakiery do paznokci od Nicole by OPI: Wear Something Spar-kylie i Rainbow in the S-kylie. 14 marca 2013 firma PacSun ogłosiła, że letnia kolekcja Kendall & Kylie dostępna będzie w sklepach 29 marca 2013. W 2014 założyła firmę Kylie Lip Kits. Firma rozpoczęła sprzedaż w listopadzie 2015.

### 2015–2018: Debiut Kylie Cosmetics
Poprzednio znana jako Kylie Lip Kits, firma została przemianowana na Kylie Cosmetics w lutym 2016. Za pośrednictwem strony internetowej o tej samej nazwie sprzedaje kosmetyki sygnowane swoim imieniem, liczba wyprodukowanych kosmetyków wzrosła z początkowych 15 000 do 500 000. W 2018 ze swoją siostrą Kendall współpracowały przy kolekcji Kendall+Kylie dla firmy odzieżowej Forever 21. W czerwcu 2017 została umieszczona na 59. miejscu listy Forbes Celebrity 100, która umieszcza 100 najlepiej zarabiających celebrytów w ciągu ostatnich 12 miesięcy. W 2017 został wyemitowany jej własny program „Life of Kylie.

### Od 2019: Debiut Kylie Skin
W 2019 Kylie stworzyła markę Kylie Skin. Zajmuje się ona wegańskimi kosmetykami do pielęgnacji. W 2020 Forbes umieścił Kylie na podium najlepiej zarabiających celebrytów. W 2021 stworzyła markę „Kylie baby” zajmującą się tworzeniem kosmetyków dla dzieci, oraz „Kylie swim” produkującą stroje kąpielowe. 28 września wypusciła linię kosmetyków Kylie Baby zajmującą się kosmetykami do pielęgnacji skóry i włosów niemowląt.
W styczniu 2022 Kylie została pierwszą kobietą, która zyskała 300 milionów obserwujących w serwisie Instagram, pokonując piosenkarkę Ariane Grande. W kwietniu 2022 wraz ze swoją rodziną dołączyła do obsady reality show The Kardashians, kontynuacji Z kamerą u Kardashianów.

## Życie prywatne

### Związki
Kylie miała 14 lat, gdy poznała rapera Tygę. W sierpniu 2014 na urodzinach Kylie zauważono, że jest on jej dość bliski. Niedługo później zerwał swoje zaręczyny z Blac Chyna, z którą ma syna. W 2015 Kylie i Tyga oficjalnie ogłosili swój związek. W kwietniu 2017 Kylie i Tyga rozstali się głównie z powodu sporej różnicy wieku. Kylie twierdzi, że ich rozstanie przebiegło spokojnie.
W tym samym miesiącu spotkała się na festiwalu Coachella z raperem Travisem Scottem, gdzie występował. Widziano ich na imprezie razem przez całą noc, a to zapoczątkowało ich związek. Miesiąc później została uchwycona na zdjęciach z Travisem na Met Gali. 4 lutego 2018 Kylie i Travis przełamali milczenie i zamieścili na portalach społecznościowych informację o narodzinach ich córki, Stormi, która urodziła się 1 lutego. Nakręcili dla Stormi film wyjaśniający ich miłość do siebie i swojej córki oraz informujący o tym, jak Kylie radziła sobie w czasie ciąży. We wrześniu 2019 ich związek został zakończony, kiedy oboje potwierdzili, że się rozstają. Powodem ich rozstania nie było to, że już się nie kochali, ale najtrudniejsze w związku było to, że był w nim również milion innych ludzi. Oboje stwierdzili, że nadal się kochają, ale ich celem jest wychowanie Stormi. W 2020 Kylie i Travis spędzali wspólnie kwarantannę podczas pandemii COVID-19. Kylie twierdzi, że ich relacja pozostała tylko byciem rodzicami i że jest to najlepszy sposób, aby oboje mogli spędzić czas ze swoją córką. W grudniu 2020 Kylie i Travis rozstali się, nie wiadomo z jakiego powodu. Kylie usunęła wszystkie zdjęcia z Travisem na Instagramie, a na świątecznym filmie Kylie nie było prezentów Travisa.  We wrześniu 2021 Kylie ogłosiła, że wraz z Travisem spodziewają się drugiego dziecka. 2 lutego 2022 urodził się ich syn – Aire Webster. W styczniu 2023 poinformowano że para ponownie się rozstała.
Od kwietnia 2023 jest w związku z aktorem Timothée Chalametem.

### Przyjaźnie
W 2012 Kylie i Jordyn Woods poznały się przez wspólnego przyjaciela, Jadena Smitha, którego Kylie poznała w szkole, a Jordyn znała go już od dziecka. Kiedy Smith zaprosił je do siebie, natychmiast się polubiły, co zapoczątkowało ich przyjaźń.
W 2017 Jordyn pojawiła się w reality show Life of Kylie, który pokazał jak godzą przyjaźń ze swoim życiem osobistym. W 2018 Jordyn pojawiła się w filmie o ciąży Kylie, a we wrześniu tego samego roku Kylie Cosmetics wprowadziły na rynek kolekcję Kylie x Jordyn, w której znalazły się nowe cienie do powiek, rozświetlacze, dwa błyszczyki do ust i szminka.
W 2019 pojawiły się doniesienia, że Jordyn związała się z Tristanem Thompsonem, chłopakiem Khloe Kardashian i ojcem jej córki. Skandal zakończył przyjaźń Kylie i Jordyn.

### Kontrowersje
W 2016 zamieściła na Instagramie zdjęcia, na których nosi warkoczyki cornrows, przez co została oskarżona o przywłaszczenie sobie afroamerykańskiej kultury i stylu.
W czerwcu 2017 miejska marka streetwear PluggedNYC oskarżyła Kylie o kradzież ich projektów do swojej kolekcji strojów kąpielowych.

#### Kolekcja Kendall + Kylie "Rock vs. Rap"
28 czerwca 2017 siostry Jenner ogłosiły, że wypuszczą na rynek koszulki swojej linii odzieżowej Kendall + Kylie o nazwie Rock vs. Rap, z wizerunkami różnych artystów rockowych i rapowych, tj. Tupac Shakur, Metallica, Pink Floyd, The Doors, Ozzy Osbourne i Led Zeppelin, na które nałożono zdjęcia Kylie i Kendall. Spotkało się to z szybkim odzewem ze strony krewnych i reprezentantów artystów przedstawionych na koszulkach. Były one również krytykowane w mediach społecznościowych i nazywano je niewrażliwymi. Wallace, menadżer The Doors, wystosował do sióstr Jenner list, w którym napisał, że w imieniu zespołu, nie zezwala siostrom na używanie podobizn jego członków. Końcowo, siostry Jenner wystosowały przeprosiny w związku z zaistniałą sytuacją, wycofując przy tym kolekcję ze sprzedaży.